# Octobunus singularis
Genre
Espèce
Octobunus singularis, unique représentant du genre Octobunus, est une espèce d'opilions laniatores de la famille des Assamiidae.

## Distribution
Cette espèce est endémique du Queensland en Australie. Elle se rencontre vers Winton.

## Description
Le mâle holotype mesure 4 mm.

## Publications originales
- Roewer, 1923 : Die Weberknechte der Erde. Systematische Bearbeitung der bisher bekannten Opiliones. Gustav Fischer, Jena, p. 1-1116 (texte intégral).